# Demetri Goritsas
 (mars 2019).
Si vous disposez d'ouvrages ou d'articles de référence ou si vous connaissez des sites web de qualité traitant du thème abordé ici, merci de compléter l'article en donnant les références utiles à sa vérifiabilité et en les liant à la section « Notes et références ».
Demetri Goritsas est un acteur américano-canadien.
D'origine grecque et norvégienne, Demetri Goritsas est né à Eugene (Oregon). Il grandit en Colombie-Britannique et réside actuellement à Londres. Il a étudié à la Prince George Secondary School à Prince George.
Il joue aux côtés de Jeremy Irons dans Gallipoli en 2005 et est récemment apparu dans la série Torchwood dans le rôle du père de Jack Harkness. Il a également fait des doublages dans des jeux vidéo, comme DRIV3R, Killzone 2, Driver: San Francisco et 007 Legends

## Filmographie
- 1994 : Les Quatre Filles du docteur March (Little Women) : Bhaer's Student
- 1996 : The Angel of Pennsylvania Avenue : Young Kansas Man
- 1997 : Excess Baggage : Surveillance Van Cop
- 1998 : House Arrest : Phil
- 1998 : Il faut sauver le soldat Ryan (Saving Private Ryan) : Parker
- 2001 : Spy Game, jeu d'espions : Billy Hyland
- 2002 : La Mémoire dans la peau (The Bourne Identity) : Com Tech
- 2004 : Thunderbirds : News Anchor
- 2004 : Sky Captain and the World of Tomorrow : Radio Operator
- 2006 : The Road to Guantanamo : Interrogator #7
- 2007 : Un cœur invaincu (A Mighty Heart) : John Skelton
- 2007 : Benjamin Gates et le livre des secrets : Asa Trenchard
- 2008 : Un été italien (Genova) : Demetri
- 2010 : Seule contre tous (The Whistleblower) : Kyle
- 2011 : X-Men: First Class : Levene
- 2012 : Acts of Godfrey : Brad Angel
- 2012 : Good Vibrations : Paul McNally
- 2013 : Austenland : Jimmy
- 2013 : Rush : American Journalist
- 2014 : Manifesto : Clark
- 2015 : Angel of Decay : Roger
- 2015 : Everest : Stuart Hutchison
- 2016 : Genius : John Wheelock
- 2016 : Snowden : Frank Davini (en post-production)